# Берні (фільм)
«Берні» (англ. Bernie) — чорна комедія Річарда Лінклейтера, що вийшла на екрани в 2011 році. Фільм заснований на реальних подіях, що мали місце в містечку Картейдж, штат Техас в 1996 році.

## Зміст
Берні Тіде привітний чоловік середніх років, який проживає в невеликому американському містечку. Завдяки доброму відкритому характеру він став улюбленцем  односельців.  
Берні є власником похоронного бюро, він часто бачить горе людей, та гіркоту втрати. Він завжди готовий допомогти та втішити скорботних родичів, особливо якщо ними є зажурені вдовиці.
Саме так він знайомиться з Марджорі Нуджент - багатою і стервозною дамою, що недавно втратила чоловіка. 
Між нею і Берні незабаром зав'язується дружба,  яка з часом переростає в роман. Спочатку все йде добре, але потім жінка починає стежити за кожним кроком свого обранця і постійно втручатися в його життя. Берні доводиться терпіти тотальний контроль, регулярні істерики і напади ревнощів з боку коханої. Згодом терпінню приходить кінець.В один день Берні не витримав і застрелив Мардж. Дев'ять місяців він приховував її смерть від жителів маленького містечка. Коли ж стало відомо про вбивство і Берні почали судити, все містечко постало на його захист.
Кінострічка сповнена прекрасного тонкого гумору, однак, вона набагато серйозніша ніж може здатися спочатку. Це не просто комедія - це фільм, що змушує глядача задуматися над існуючим станом речей, зіткненням громади та закону, мотивами вчинків людей.

## Ролі
- Джек Блек — Берні Тіде
- Ширлі Маклейн — Марджорі Нуджент
- Меттью Макконехі — Денні Бак Девідсон
- Габріель Луна — Кевін

## Премії
- Номінація на премію «Незалежний дух» за найкращий фільм (2012).
- Джек Блек — номінація на премію «Незалежний дух» за найкращу чоловічу роль (2013).
- Джек Блек — номінація на премію «Золотий глобус» за найкращу чоловічу роль — комедія або мюзикл (2012).